# Vilapicina (metropolitana di Barcellona)
Vilapicina è una stazione della linea 5 della Metropolitana di Barcellona.
La stazione venne inaugurata nel 1959 e rimase capolinea fino al 1969 con l'apertura della stazione di Horta.
La stazione si trova sotto il Passeig de Fabra i Puig e tra Carrer Carrer Teide e Petrarca.